# Günther Maritschnigg
Günther Maritschnigg est un lutteur allemand né le 7 novembre 1933 à Bochum et mort le 22 janvier 2013 à Witten ayant représenté l'Équipe unifiée d'Allemagne lors des Jeux olympiques. Il est spécialisé en lutte gréco-romaine.

## Palmarès

### Jeux olympiques
Représentant l'Équipe unifiée d'Allemagne :
- Médaille d'argent dans la catégorie des moins de 73 kg en 1960 à Rome[1]